# Lydomorphus szalaymarzsoi
Lydomorphus szalaymarzsoi is een keversoort uit de familie van oliekevers (Meloidae). De wetenschappelijke naam van de soort is voor het eerst geldig gepubliceerd in 1978 door Kaszab.